# MR. BIG (アメリカのバンド)
- MR. BIG
- Mr. Big
- MR.BIG
- Mr.Big
- Mr Big
- ミスター・ビッグ
- ミスタービッグ

MR. BIG（ミスター・ビッグ）は、アメリカ合衆国出身のハードロック・バンド。1989年にデビュー。1999年にメンバーチェンジし、2002年に一度解散したが、デビュー20周年にあたる2009年に13年ぶりとなるオリジナル・メンバーの4人で再結成。2018年にドラマーのパット・トーピーが死去したことを受け、2024年までのThe BIG Finishツアーが最後のツアーになることを公表していたが、2025年2月に再び来日公演が開催され、活動を終了した。

## バンド名
MR. BIGというバンド名はパット・トーピーが考えたものであり、フリーのアルバム『ファイアー・アンド・ウォーター』収録の楽曲「Mr. Big」からきている。当初はジミ・ヘンドリックスの楽曲「Red House」をバンド名とする案もあった。しかし、当時既に存在していたクラウデッド・ハウスというバンド名と似てしまうので、バンドの目指していた方向性に最も近いフリーのレパートリーからバンド名を拝借した。なお、1970年代にイギリスで活動していた同名のバンドが存在するが、メンバーは認知していなかった。
他のバンド名の候補としては、(MARTINのMAとシーンを組み合わせた)「MACHINE」、「WILD BLUE YONDER」、「MARS NEEDS WOMEN」等もあった。。 
1988年公開の映画『CADDYSHACK II』のサントラに収録されている「One Way Out」は、当時はまだバンド名がなかったため「エリック・マーティン」名義となっているが、実際にはMr. Bigのメンバーでの演奏である。

## メンバー

### オリジナル・メンバー

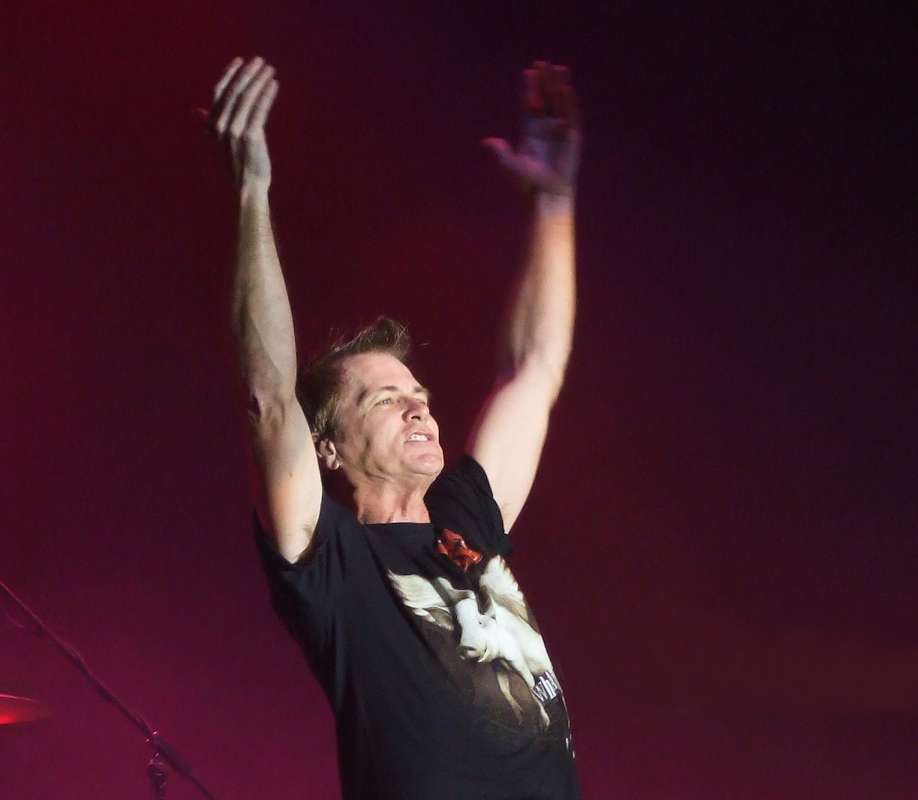

- ビリー・シーン（Billy Sheehan）- ベース、ボーカル
1953年3月19日（72歳）、 アメリカ合衆国 ニューヨーク州バッファロー出身
本名:William Roland Sheehan
身長:186cm
靴のサイズ:28.5〜29.5cm
1988年 - 2001年、2002年、2009年 - 2025年

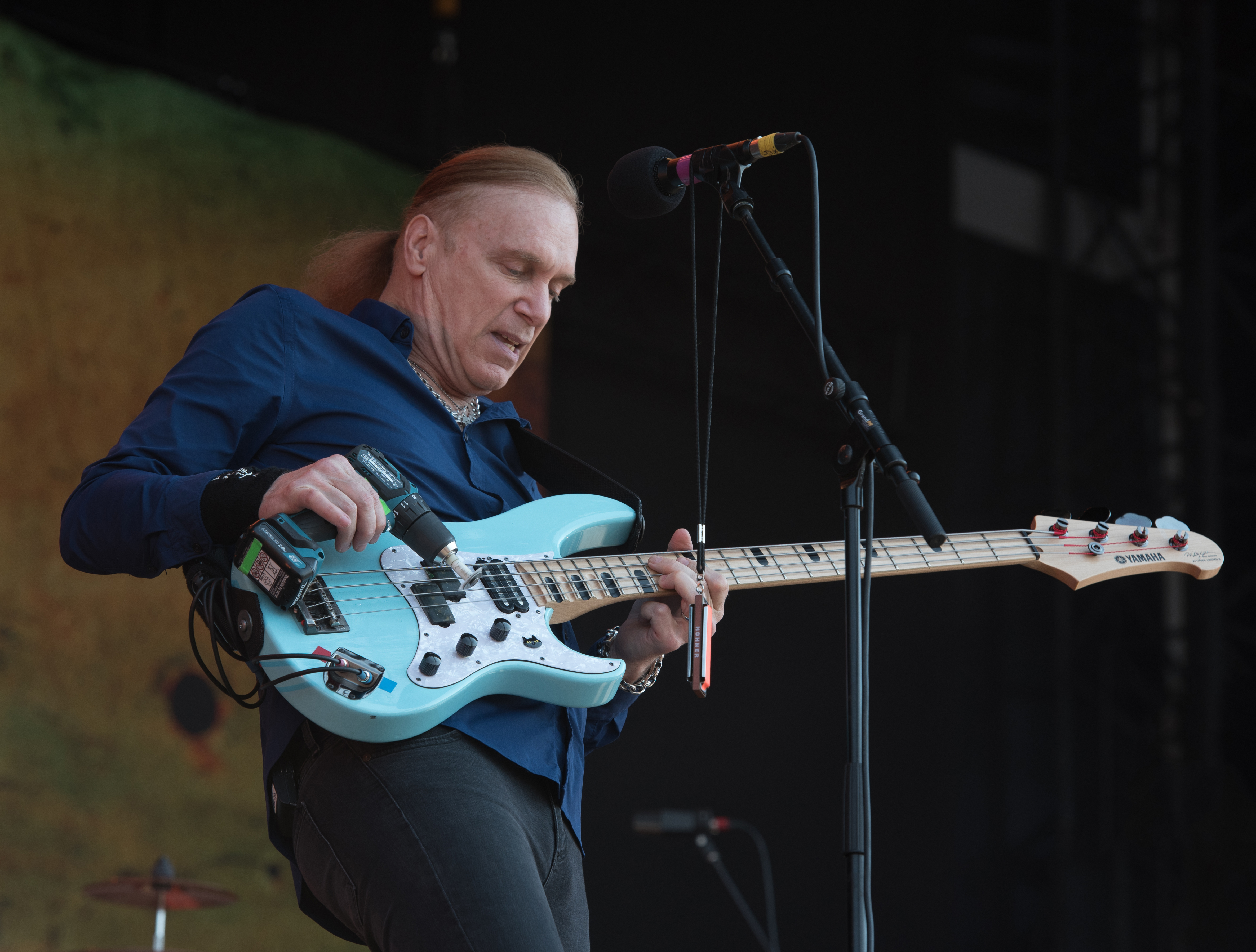

- エリック・マーティン（Eric Martin）-ボーカル、ギター
1960年10月10日（64歳）、 アメリカ合衆国 ニューヨーク州ロングアイランド出身
本名:Eric Lee Martin
身長:178cm
1988年 - 2002年、2009年 - 2025年

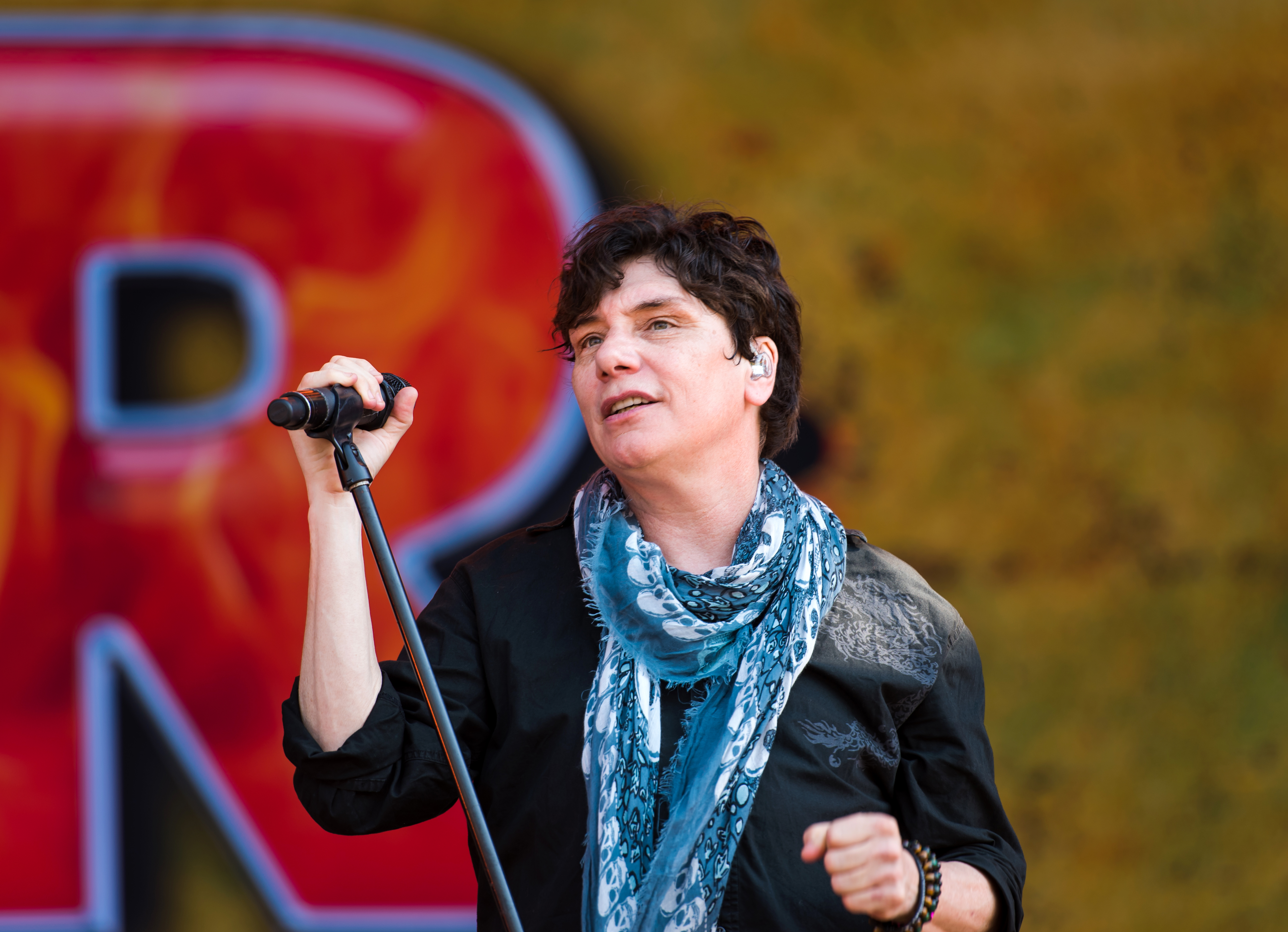

- ポール・ギルバート（Paul Gilbert）-ギター、ボーカル
1966年11月6日（58歳）、 アメリカ合衆国 イリノイ州カーボンデール出身
本名:Paul Brandon Gilbert
身長:193cm
靴のサイズ:31.5cm
1988年 - 1999年、2009年 - 2025年

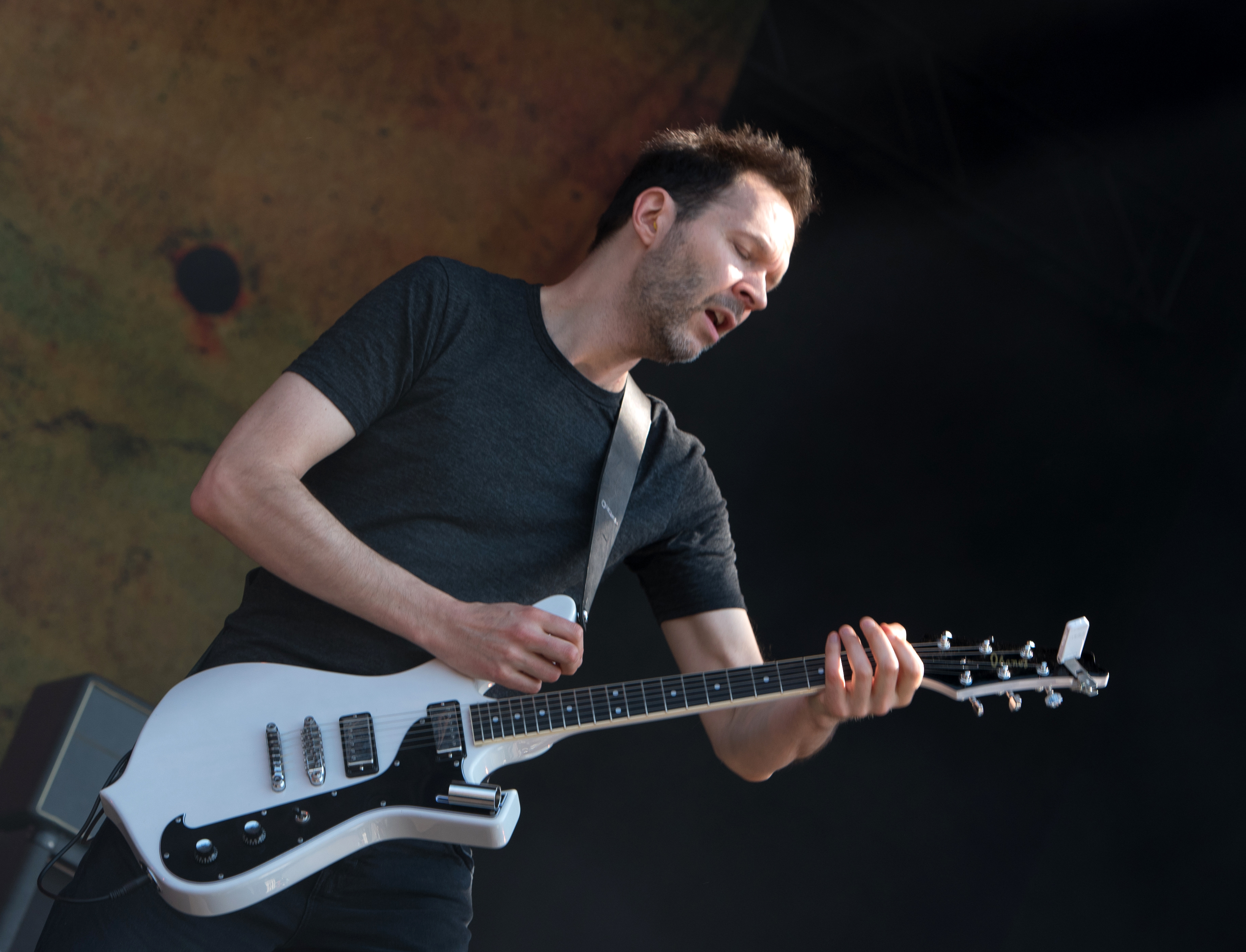

- パット・トーピー（Pat Torpey）-ドラムス、パーカッション、ボーカル
1953年12月13日 - 2018年2月7日（64歳没）、 アメリカ合衆国 オハイオ州ペインズヴィル出身
本名:Patrick Allan Torpey
身長:179cm
靴のサイズ:28〜28.5cm
1988年 - 2002年、2009年 - 2018年

### 過去に在籍したメンバー

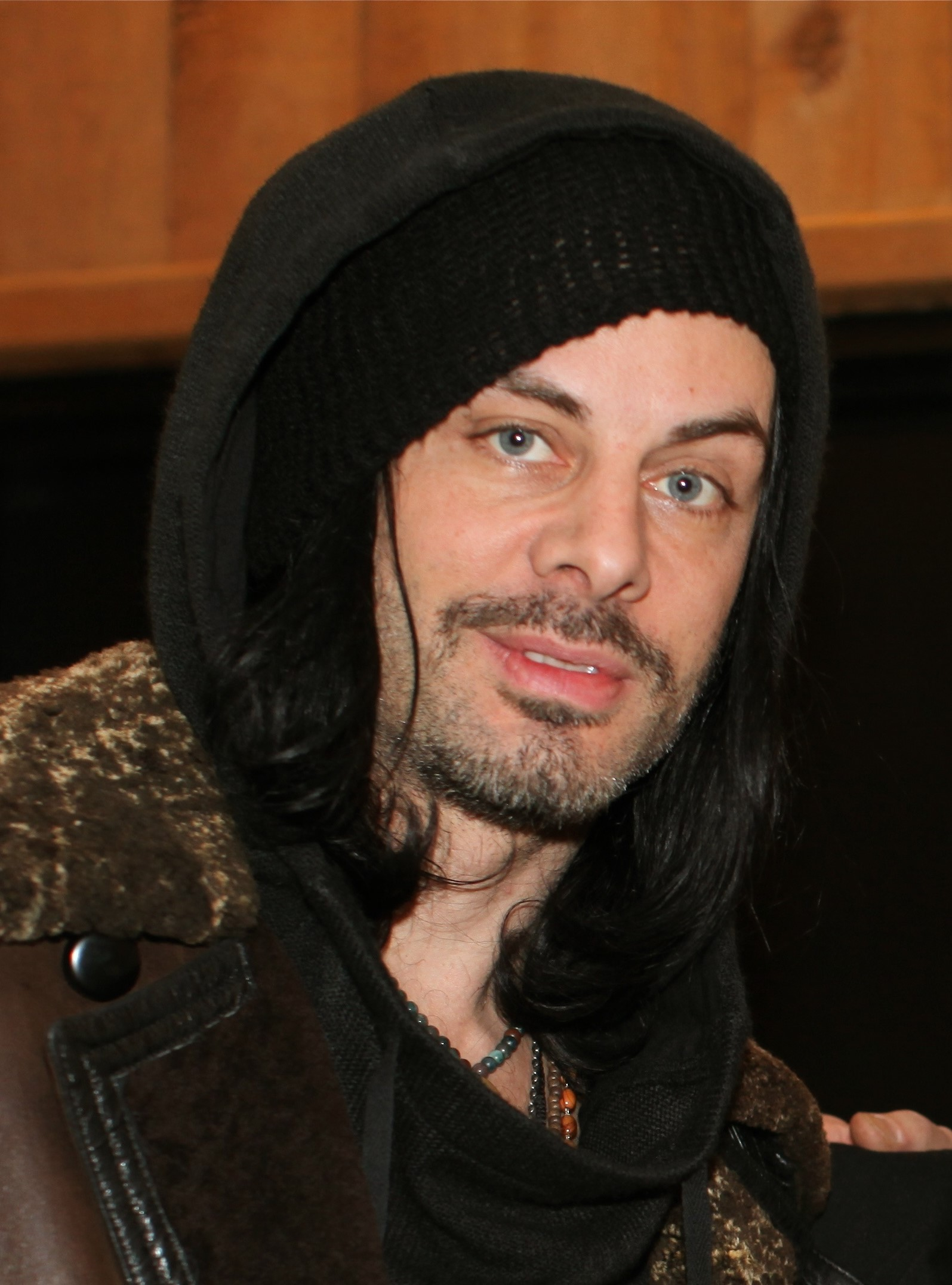

- リッチー・コッツェン（Richie Kotzen）-ギター、ボーカル
1970年2月3日（55歳）、 アメリカ合衆国 ペンシルベニア州フィラデルフィア出身
本名:Richard Dale Kotzen Jr.
1999年 - 2002年

### サポート・メンバー

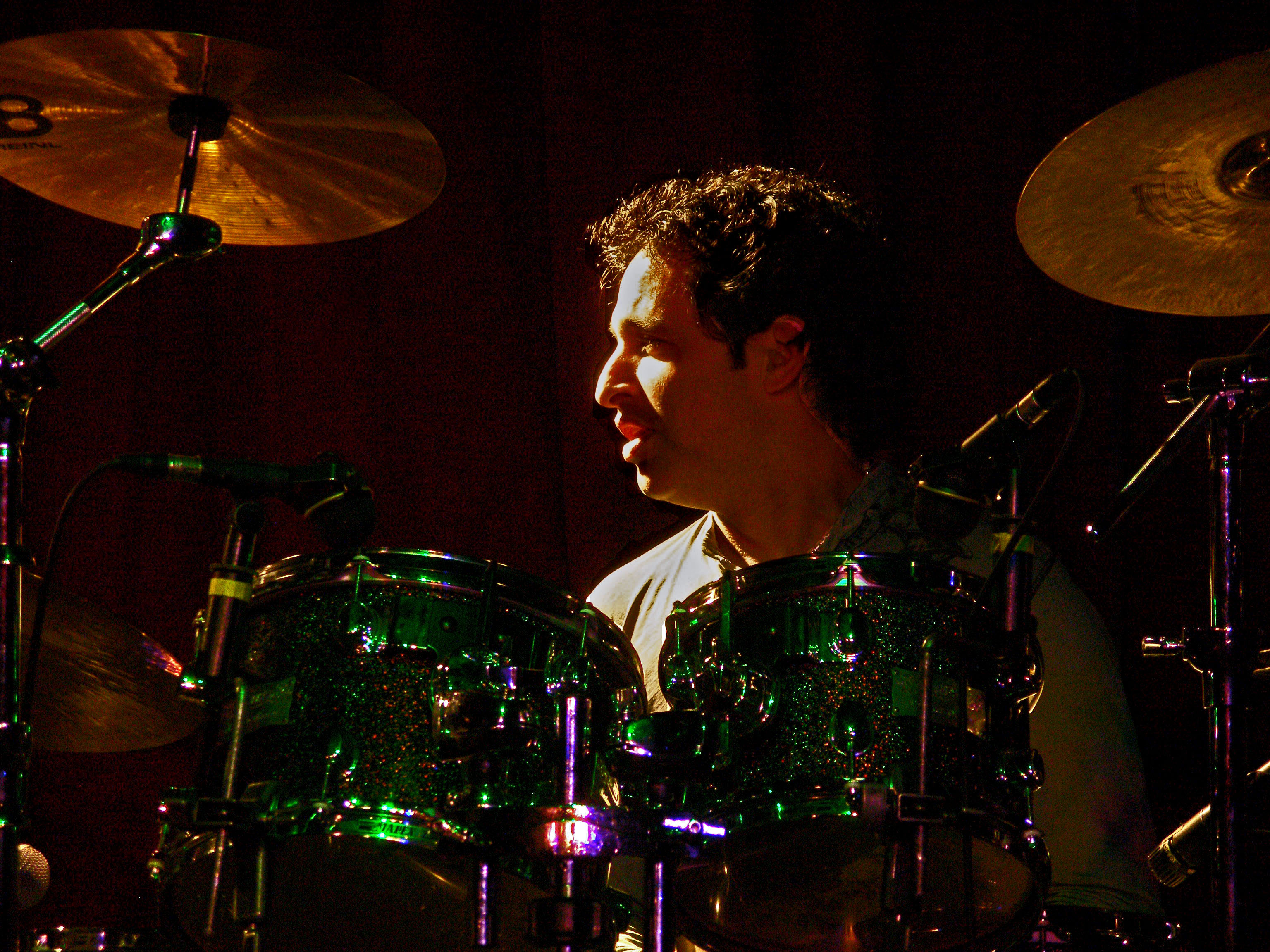

- マット・スター（Matt Starr）-ドラムス、ボーカル
1970年10月25日（54歳）、 アメリカ合衆国 ニューヨーク州出身
2014年 - 2018年　
パットがパーキンソン病を患っていることにより2014年からサポートドラマーとして起用される[9]。2018年にサポート終了[10]。

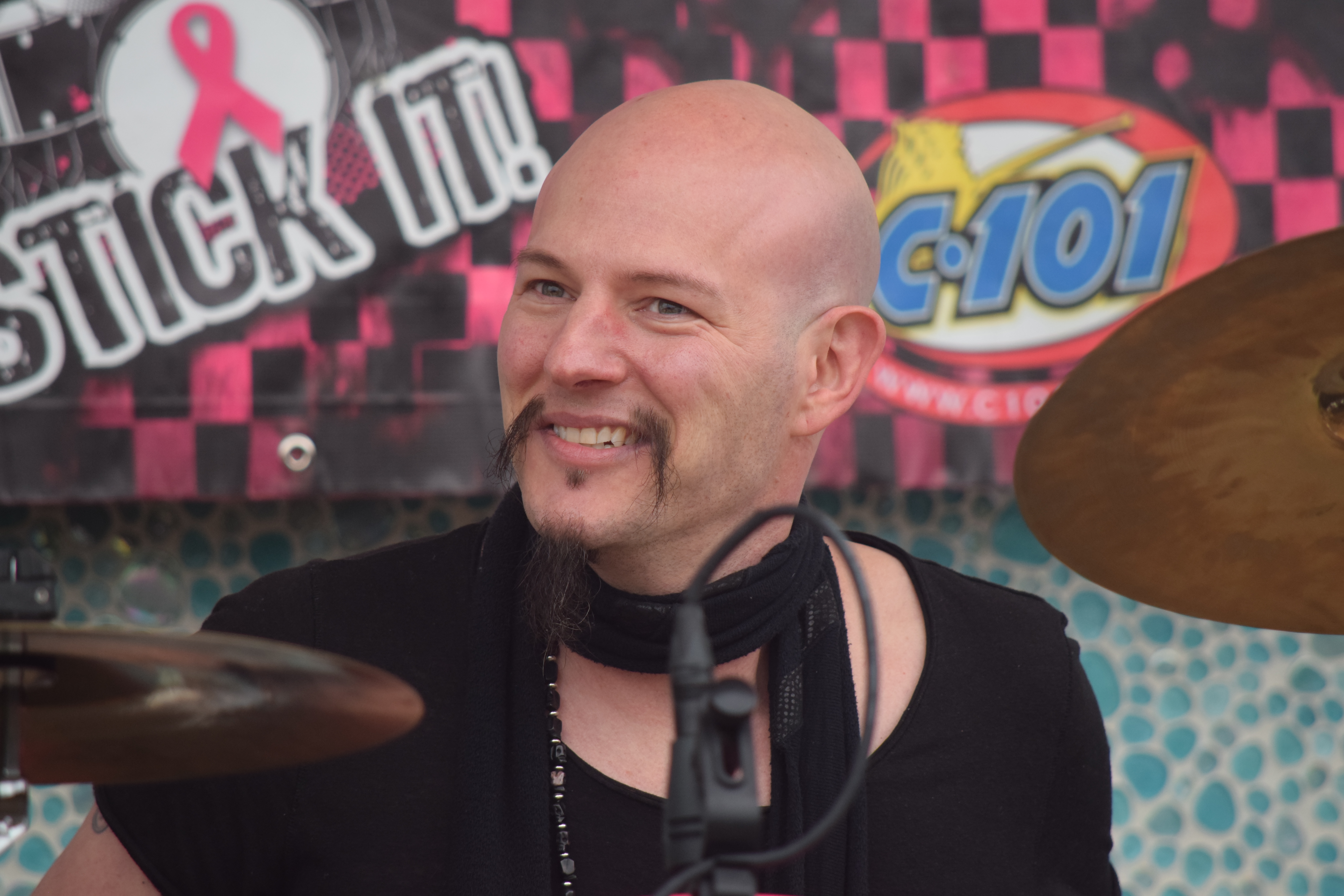

- ニック・ディヴァージリオ（Nick D'Virgilio）-ドラムス、ボーカル
1968年11月12日（56歳）、 アメリカ合衆国 カリフォルニア州出身
2023年 - 2025年　
2023年からの「The BIG Finish 2023/24」ツアーのサポートドラマーとして、ジェネシス、ティアーズ・フォー・フィアーズなど、主にプログレッシヴ・ロックを中心とした客演歴のあるニック・ディヴァージリオの参加が決定した[11]。

### メンバーの変遷
| 年          | ベース         | ボーカル             | ギター               | ドラムス         | ドラムス（サポート）     |
| ----------- | -------------- | -------------------- | -------------------- | ---------------- | ------------------------ |
| 1988 - 1999 | ビリー・シーン | エリック・マーティン | ポール・ギルバート   | パット・トーピー |                          |
| 1999 - 2002 | ビリー・シーン | エリック・マーティン | リッチー・コッツェン | パット・トーピー |                          |
| 2002 - 2009 | 解散中         | 解散中               | 解散中               | 解散中           | 解散中                   |
| 2009 - 2014 | ビリー・シーン | エリック・マーティン | ポール・ギルバート   | パット・トーピー |                          |
| 2014 - 2018 | ビリー・シーン | エリック・マーティン | ポール・ギルバート   | パット・トーピー | マット・スター           |
| 2018 - 2023 | ビリー・シーン | エリック・マーティン | ポール・ギルバート   |                  |                          |
| 2023 - 2025 | ビリー・シーン | エリック・マーティン | ポール・ギルバート   |                  | ニック・ディヴァージリオ |

### リード・ボーカル
- リード・ボーカルを担当するのは主にエリック・マーティンであるが、他の4人のメンバーもソロで歌っているパートがある。
- ポール・ギルバートは「Unnatural」、リッチー・コッツェンは「You Don't Have To Be Strong」・「Static」・「Suffocation」、ビリー・シーンは「A Little Too Loose」など。「Burn」ではビリーとパット・トーピーが一部ソロで歌っている箇所が存在する。
- ライブにおいては、ポールが「Baba O'Riley」、リッチーが「30 Days In The Hole」や「Shine」、ビリーが「Shy Boy」、パットが「The Light Of Day」の一部を歌うこともあった。
- また、パットはMr. Bigのデモで仮のボーカルパートを歌うことが多く、その音源はボックスセット「The Vault」で聴くことができる。

### パート・チェンジ
- ライブのアンコールにおいてメンバーがパートチェンジしてカバー曲を演奏することがある[12][13][14][15]。

| 年        | 演奏曲                                                    | ビリー・シーン           | エリック・マーティン | ポール・ギルバート | パット・トーピー |
| --------- | --------------------------------------------------------- | ------------------------ | -------------------- | ------------------ | ---------------- |
| 1993      | Johnny B. Goode (チャック・ベリー)                        | ドラムス                 | ギター               | ボーカル           | ベース           |
| 1994      | Ain't That A Shame (ファッツ・ドミノ)                     | ギター                   | ベース               | ドラムス           | ボーカル         |
| 1996      | Suffragette City (デヴィッド・ボウイ)                     | ボーカル                 | ギター               | ドラムス           | ベース           |
| 2009      | Smoke On The Water (ディープ・パープル)                   | ボーカル→ギター          | ギター→ベース        | ドラムス           | ベース→ボーカル  |
| 2011      | Brown Sugar (ローリング・ストーンズ)                      | ギター→ボーカル&サックス | ドラム               | ボーカル→ベース    | ベース→ギター    |
| 2014      | Living After Midnight (ジューダス・プリースト)            | ギター                   | ベース               | ドラム             | ボーカル         |
| 2017      | We're An American Band (グランド・ファンク・レイルロード) | ギター                   | ベース               | ドラム             | ボーカル         |
| 2023 2025 | Good Lovin' (ラスカルズ)                                  | ボーカル                 | ベース               | ドラム             | -                |
| 2025      | ブリッツクリーグ・バップ (ラモーンズ)                     | ボーカル                 | ベース               | ドラム             | -                |

※2009年、2011年は演奏途中で更に担当パートをスイッチ。

※2014年、2017年はマット・スターがギターで 参加。

※2023年、2025年はニック・ディヴァージリオがギターで参加。

## 来歴

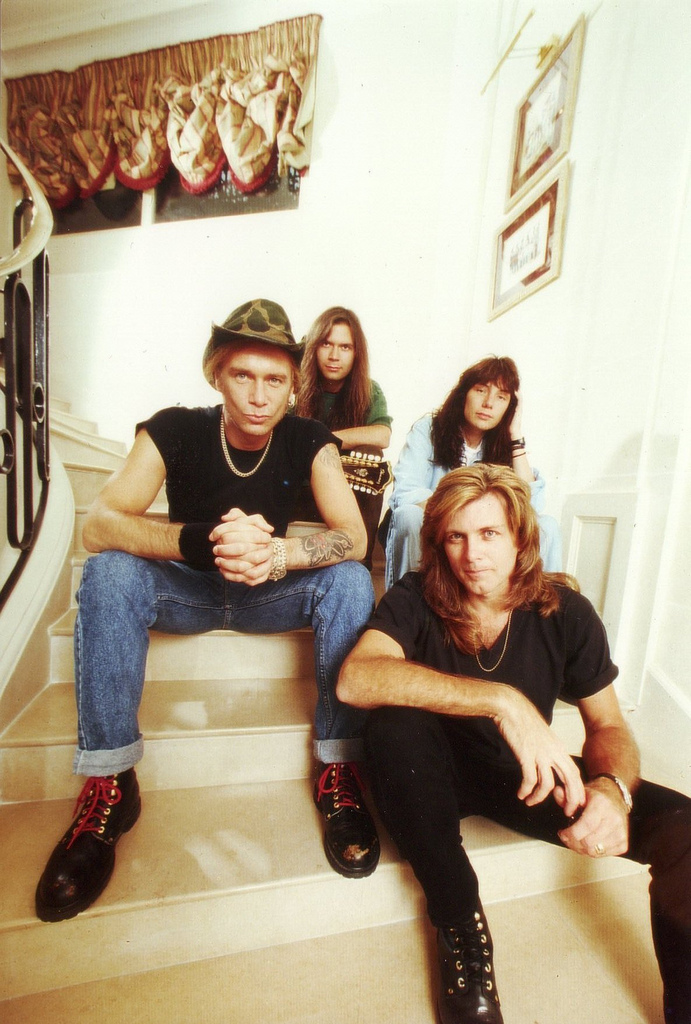
1992年撮影

### 結成〜活動休止
1988年、タラスやデイヴィッド・リー・ロス・バンドに在籍していたビリー・シーンが中心となり、ソロ・シンガーとして活動をしていたエリック・マーティン、レーサーXのギタリストとして活動していたポール・ギルバート、さらにテッド・ニュージェントやインペリテリ等でドラマーとして活動していたパット・トーピーの4人で結成。
翌年6月にアトランティック・レコードよりアルバム『MR. BIG』でデビュー。
1991年に2作目のアルバム『リーン・イントゥ・イット』をリリース。先端にギターピックを取り付けた電動ドリルを使用した「ダディ、ブラザー、ラヴァー、リトルボーイ」や、その後のライブにおける定番曲となる「アライヴ・アンド・キッキン」、「ジャスト・テイク・マイ・ハート」をはじめとしたバラード、「60'S マインド」、そして全米No.1シングルとなる「トゥ・ビー・ウィズ・ユー」などが収録された。しかし、「60'S マインド」と「トゥ・ビー・ウィズ・ユー」の2曲は、同じアルバムに収録するか否かについてメンバー間で問題となった曲でもある。
1993年、3作目のアルバム『バンプ・アヘッド』をリリース。「トゥ・ビー・ウィズ・ユー」の大ヒットによるレコード会社からの大きな期待、言い換えれば圧力を受けながら、このアルバムを制作することとなった。さらに会社側からの「『トゥ・ビー・ウィズ・ユー』のような曲がもう一つほしい」との要望によって大量のバラード曲のデモ制作を余儀なくされ、結果、キャット・スティーヴンスの「ワイルド・ワールド」のカバーを追加収録し、シングル・カットもされたが、商業的に成功したとはとても言えない結果となった。また、ギター・シンセサイザーの導入により、ピアノ、オルガン、ストリングスなどの音色を使用したサウンドが特徴となっている。本作には、バンド名の由来となったフリーの「ミスター・ビッグ」のカバーを収録。
1996年1月に、4作目のアルバム『ヘイ・マン』をリリース。日本では本作より「テイク・カヴァー 」がシングル・カットされた。なお、同じくシングル・カットされた「風にまかせて」のレコーディングはビリー抜きで行われ、その後のメンバーの人間関係に悪影響を及ぼす結果を招いた。
同年11月には、初のベスト・アルバム『BIG, BIGGER, BIGGEST!』をリリース。新曲の「Unnatural」ではポール・ギルバートがリードボーカルを披露した。その後、『ミュージックステーション』への出演を最後に活動休止を宣言。メンバーはそれぞれ、ソロ活動、別のプロジェクトに乗り出す。1997年に、日本武道館でのライブを収録した『LIVE AT BUDOKAN』をリリース。

### ポールの脱退〜解散
1999年、活動を再開しようとした矢先、ポールが脱退。その後バンドは、かねてから親交のあったギタリスト、リッチー・コッツェンを新ギタリストとして迎え、スタジオ・アルバムとしては通算5枚目となる『ゲット・オーヴァー・イット』をリリースする。新生Mr. Bigによる第1弾のアルバムは、新加入のリッチーの個性を前面に押し出した内容で、ポール時代のポップ性は影を潜め、よりブルージーな楽曲が中心となった。また、ソロシンガーとしてのキャリアを持つリッチーが、エリックとリードヴォーカルを分け合う「スタティック」で、バンドは新たなラインナップによる進化の可能性を主張している。この年の年末、久々の来日公演を行い、大晦日にはエアロスミス、バックチェリーと共に、ミレニアム・カウントダウン・コンサート（大阪ドーム）に参加。この時の模様は、WOWOWで生中継された。
2000年、新曲2曲を含むバラード・ベスト・アルバム『Deep Cuts』をリリース。ポール在籍時代の曲の一部は、新ラインナップによってリメイクされている。このリメイク曲のうち1曲でフレットレス・ベースのイントロがビリーに許可なく削除されたほか、前述の「Goin' Where The Wind Blows」が収録されたことから、ビリーと他のメンバーとの人間関係が再び悪化した。
2001年8月に、6作目のアルバム『アクチュアル・サイズ』をリリース。しかしリリース直前に、バンド側が「ビリーを解雇した」と公式発表する。しかし、協議の末、最後にビリーを含むメンバー4人でフェアウェルツアーを行い、その後解散するという結論に至る。本ツアー名はパットから「Farewell "For Now"」（"ひとまず" フェアウェル）と呼べないものかとプロモーターへ意見したが却下されている。千秋楽となった2002年2月5日の東京国際フォーラムホールAでのライブは収録され、CD（『In Japan』）とDVD（『Farewell Live In Japan』）でリリースされた。

### 再結成〜パットの発病
2008年5月7日、ロサンゼルスのハウス・オブ・ブルースで行われた、ポールのソロライブにて、「Mr. Bigのほぼ再結成」が実現。サプライズ・ゲストとしてビリー・シーン、パット・トーピー、リッチー・コッツェンがステージに登場し、2曲を披露。リッチーが、ボーカルで「30 Days In The Hole」、ポールとマイク・ズーターのダブル・ボーカルで、「Daddy, Brother, Lover, Little Boy」を演奏した。
2009年1月31日・2月1日放送のラジオ番組『HMシンジケート』で、オリジナル・メンバー4人による再結成が発表された。同年4月、未発表曲のリマスター・バージョンを含むベスト・アルバム『Next Time Around - Best Of Mr. Big』がリリースされ、5月にはボーナストラックを追加した最新リマスタリングによる1st〜4thアルバムを再発。6月には「Next Time Around 2009 Tour」を日本で決行、10公演全てがソールド・アウトとなる。その後、アジア・ツアーとヨーロッパ・ツアーも実現。9月16日、「Next Time Around 2009 Tour」の武道館公演の模様を完全収録した『BACK TO BUDOKAN』がCD及びDVDとしてリリースされた(2011年にはBlu-rayもリリース)。
2010年12月、9年4ヶ月ぶり、オリジナル・メンバーでは約15年ぶりとなるスタジオ・アルバム『ホワット・イフ…』がリリースされた。
2011年4月、東日本大震災直後のライブや演劇の公演中止が続出する状況の中、「友達には会いに行きたいだろ? 大変な時にはなおさら会って励ましたい」「20年以上受けてきたサポートに、僕らがどれほど感謝しているを形にするチャンスが与えられたのは幸運だと思う」と来日公演を決行。急遽レコーディングされコンサート会場限定で販売された被災地救援シングル「The World Is On The Way」は日本の皆の胸を打つ感動の1曲となり、その収益と来場したファンが各会場に設置された募金箱に寄せた義援金を合わせ、バンドから日本赤十字社に贈られた額は900万円を超えた。
2014年7月23日、パットが2年前よりパーキンソン病を患っている事を公式に告白。新作「…ザ・ストーリーズ・ウイ・クッド・テル」のツアーも通常の演奏が出来ず、一部サポートメンバーを迎えて行う事を明らかにした。代役としてエース・フレイリーなどの活動経験のあるマット・スターが25周年のツアーに参加。パットも同行し、日本武道館を含む来日公演を開催。
2016年10月1日、Monsters of Rock CruiseにMR. BIGが参加。Wild Worldの演奏中に突然リッチー・コッツェンが飛び入りし、歴代メンバー5人全員がステージに揃うというハプニングが発生。第2期MR. BIG（ビリー、エリック、パット、リッチー）4人の共演は14年ぶりとなった。
2017年3月、バーバンクのオーシャン・スタジオにて9枚目のスタジオ作品『Defying Gravity』のレコーディングを行う。結成初期の作品に携わっていたプロデューサー、ケヴィン・エルソンを迎えて制作された。なお、ドラムは2014年のツアードラマーを務めたマット・スターが担当。パット・トーピーはバックボーカル、パーカッションの他に一部の楽曲でドラムの演奏もしている。
2017年9月、来日公演を開催。本ツアーにもパットが同行し、パーカッションを担当（1曲のみドラムキットを演奏）で参加した。
同年11月23日、イングランドのウルヴァーハンプトンで開催されたライブを開催。この日がMr. Bigのオリジナルメンバーが揃った最後のライブとなる。

### パットの逝去〜
2018年2月7日、パット・トーピーがパーキンソン病の合併症により逝去。5月23日カリフォルニア州アグーラ・ヒルズのCannyon Clubにて「Mr. Big & Friends Celebrate The Life Of Pat Torpey」と題したパット・トーピーのトリビュート・ライヴが開催された。この公演では生前パットがMr. Big再結成後に日本で使用していたTAMAの白いドラムキットが用意され、ビリー、エリック、ポール、マットの4名の演奏に加え、ビリーとエリック、リッチー3人の共演による第2期Mr. Bigのナンバー「Shine」、「Dancin' With My Devils」、「Superfantastic」の3曲が披露された(なお、この時ドラマーを務めたのはリッチー・コッツェン・バンドのマイク・ベネット)。その他、チャック・ライト、ギルビー・クラーク、マット・ソーラム、デイヴ・アマト、リッキー・フィリップス、ブレット・タグル、グレッグ・ビソネットらパットと所縁のあるミュージシャンが参加した。
2021年3月、3.11震災後のMR.BIGを追ったドキュメンタリー『MR.BIG〜3・11 から10 年 被災地とともに歩んだ外国人バンド』がTBS ドキュメンタリー映画祭にて上映された。。
2021年7月、『Lean Into It』発売30周年を記念した30thアニヴァーサリー・エディション（2 MQA-CD、SACD）及び7インチボックスセット『Lean Into It – The Singles』がリリースされた。
2023年3月、日本公演の日程とともにサポートドラマーとしてニック・ディヴァージリオが参加することが発表された。
2023年4月、デビュー・アルバム『MR. BIG』が、四半世紀以上の時を超えて新たに発見された未発表音源「Want To Be Wanted 」を収録し、再リマスタリングされリリースされた。
2023年7月20日より31日にかけ、MR. BIGのフェアウェル・ツアー＜The BIG Finish Tour＞の日本公演に合わせて、故パット・トーピー（Dr）の家族とバンド・メンバーが企画したチャリティ・オークションが「モバオク」で開催。パット・トーピーが日本公演で使用したドラム・セットが150万円で出品され、最終的に3,501,000円で落札されている。
2023年7月26日の日本公演最終日となる日本武道館公演はWOWOWで生中継され、ライブ終盤では現ラインナップの家族の他にパット・トーピーの妻カレンと息子パトリックもステージに登場し、ビリー・シーンのスピーチにより日本のファンに感謝の言葉が伝えられた。
2024年3月22日のウルヴァーハンプトン公演及び23日のロンドン公演にて、ミケーレ・ルッピ（ホワイトスネイク、 SECRET SPHERE）をバック・シンガーに迎えてショウを行なった。
2025年2月25日の日本武道館公演にて解散。

## 作品

### スタジオ・アルバム
| 年   | タイトル                                                               | 最高位         | 最高位         | 最高位        | 認定              |
| 年   | タイトル                                                               | 米・ビルボード | 日本・オリコン | 英・UK Albums | 認定              |
| ---- | ---------------------------------------------------------------------- | -------------- | -------------- | ------------- | ----------------- |
| 1989 | MR. BIG （Mr. Big）                                                    | 46             | 22             | 60            | Gold (JP)         |
| 1991 | リーン・イントゥ・イット （Lean Into It）                              | 15             | 6              | 28            | Platinum (US, JP) |
| 1993 | バンプ・アヘッド （Bump Ahead）                                        | 82             | 4              | 61            | Platinum (JP)     |
| 1996 | ヘイ・マン （Hey Man）                                                 | -              | 1              | -             | Platinum (JP)     |
| 1999 | ゲット・オーヴァー・イット （Get Over It）                             | -              | 5              | -             | Gold (JP)         |
| 2001 | アクチュアル・サイズ （Actual Size）                                   | -              | 5              | -             | Gold (JP)         |
| 2010 | ホワット・イフ… （What If...）                                         | -              | 7              | 117           | -                 |
| 2014 | …ザ・ストーリーズ・ウイ・クッド・テル （...The Stories We Could Tell） | 158            | 6              |               | -                 |
| 2017 | ディファイング・グラヴィティ （Defying Gravity）                       | -              | 9              |               | -                 |
| 2024 | テン （Ten）                                                           |                |                |               |                   |

### ライブ・アルバム
- Raw Like Sushi（1990年）
- Raw Like Sushi II（1992年）
- Live -（1992年）
- Raw Like Sushi Ⅲ (Japandemonium)（1994年）
- [V] At The Hard Rock Live（1996年）
- Live At Budokan（1997年）
- In Japan（2002年）
- Back To Budokan（2009年）
- Live From The Living Room（2011年）
- Raw Like Sushi 100（2012年）
- R.L.S. 113 SENDAI Official Bootleg Nov.8 2014（2015年）
- The Big Finish Live 【SACD、MQA-CD、LP】(2024年)

### ベスト・アルバム
- Big, Bigger, Biggest! The Best Of Mr. Big（1996年）
- Deep Cuts -Best Of Ballads-（2000年）
- Greatest Hits（2004年）
- Next Time Around -Best Of Mr. Big- 【CD+DVD、CD】(2009年）
- Songs 2010-2017 【CD、2CD+M Card】（2020年）

### セルフ・トリビュート・アルバム
- Influences And Connections Volume One: Mr. Big 【CD+DVD、CD】（2003年）

### サウンド・トラック
- Caddyshack II（1988年）
- Navy Seals（1990年）
同名映画のサントラに「Strike Like Lightning」と「Shadows」の2曲を提供。ただし、バンドは曲作りには関与せず、制作者側から渡されたものをプレイしただけである[58]。

### 映像作品
- Lean Into It【VHS、LD、DVD】（1991年）
- Live And Kickin' 【VHS、LD、DVD】（1992年）
- Live (サンフランシスコライブ) 【VHS、LD、DVD】（1992年）
- A Group Portrait 【VHS】（1993年）
- Greatest Video Hits【VHS、LD、DVD】（1996年）
- Farewell Live In Japan 【DVD】（2002年）
- Back To Budokan 【DVD】（2009年）
- Back To Budokan 【Blu-ray】(2011年）
- Raw Like Sushi 114　Live At Budokan 2014 【2DVD+2CD、Blu-ray+2CD】（2015年）
- Live From Milan + Japan 2017 Official Bootleg 【Blu-ray+3CD】（2018年）
- The Big Finish Live 【Blu-ray+MQA-CD、Ultra HD Blu-ray】(2024年)

### ボックスセット
- Mr. Big Box 【6CD】（2002年）
- Raw Like Sushi 100 【2CD+2DVD】（2012年）
- The Vault 25周年記念オフィシャル・アーカイヴ・ボックス 【20CD+2DVD】（2015年）
- Raw Like Sushi 114　Live At Budokan 【Blu-ray+3DVD+5CD】（2015年）
- Revive 2017 2017 Japan Tour Official Bootleg Box ロウ・ライク・スシ特盛り【18CD】（2021年）
- Lean Into It – The Singles【5EP】（2021年）

### シングル
- Green-Tinted Sixties Mind（1991年） オフィシャル・チャート・カンパニー(以下全英) 71位。
- To Be With You（1991年） ビルボード誌HOT100チャート（以下全米）最高1位（1992年2月29日付から4週間連続），全英：最高2位。シングル盤としてのTo Be With Youは海外にて7インチ盤や12インチ盤などいくつかのバージョンが存在するが、日本盤は存在しない。(なお、タイトル曲はオリジナル・アルバム『リーン・イントゥ・イット]』他、各ベスト・アルバムやライブ・アルバムなどにも多数収録されている)
- Just Take My Heart（1992年） 全米：最高15位，全英：最高25位。
- Wild World（1993年） 全米：最高26位，全英：最高58位。日本のオリコン洋楽シングルチャートで最高1位（1993年11月22日付から2週間連続）[59]。
- I Love You Japan（1995年） 非売品。
- Take Cover（1996年）
- Goin' Where The Wind Blows（1996年）
- Stay Together（1996年）
- Not One Night（1997年）
- Superfantastic（1999年）
- Static（1999年）
- Where Are They Now（2000年）
- Shine（2001年）
- Arrow（2001年）
- The World Is On The Way East Japan Earthquake Relief 2011（2011年） コンサート会場限定販売[60]。
- Forever In Our Hearts（2025年）[61]

### その他
- 02.05.02 (2002年) Farewell Tour最終日の東京公演の会場にて配布
- ...The Stories We Have Told - Gems From Official Bootleg Archives (2014年) BURRN! 2014年9月号特別付録

## 日本公演
※表記は、「都市名・会場(当時の正式名称)」とする

※デビューから5年後の1994年に日本武道館公演を実現

※参考文献:シンコーミュージック社「BURRN! PRESENTS ALL ABOUT MR.BIG」など
- 10月18日(水) 大阪・フェスティバルホール
- 10月19日(木) 東京・渋谷公会堂
- 10月21日(土) 川崎・クラブチッタ川崎
- 10月23日(月) 東京・日本青年館
- 10月24日(火) 東京・日本青年館
- 10月25日(水) 東京・MZA有明
- 主なセットリスト
  - Blame It On My Youth
  - How Can You Do What You Do
  - Merciless
  - Rock & Roll Over
  - Wind Me Up
  - Paul Gilbert Guitar Solo
  - Take A Walk
  - Good Rockin' Tonight
  - Big Love
  - Anything For You
  - Billy Sheehan Bass Solo
  - Addicted To That Rush
  - (encore 1) 30 Days In The Hole
  - Shy Boy
  - (encore 2) Baba O'Riley
  - Train Kept A Rollin'

- 9月20日(金) 川崎・川崎市教育文化会館
- 9月22日(日) 東京・渋谷公会堂
- 9月24日(火) 仙台・宮城県民会館
- 9月25日(水) 東京・NHKホール
- 9月26日(木) 東京・NHKホール
- 9月28日(土) 大宮・大宮ソニックシティ
- 9月29日(日) 東京・NHKホール
- 9月30日(月) 大阪・大阪厚生年金会館
- 10月1日(火) 名古屋・愛知厚生年金会館
- 主なセットリスト
  - Daddy, Brother, Lover, Little Boy (The Electric Drill Song)
  - Alive And Kickin'
  - Voodoo Kiss
  - Rock & Roll Over
  - Green-Tinted Sixties Mind
  - Big Love
  - A Little Too Loose
  - Road To Ruin
  - Paul Gilbert Guitar Solo
  - Take A Walk
  - Pat Torpey Drum Solo
  - Lucky This Time
  - Billy Sheehan Bass Solo
  - Addicted To That Rush
  - (encore 1) 30 Days In The Hole
  - Shy Boy
  - (encore 2) To Be With You
  - Woman From Tokyo ~ Baba O'Riley

- 10月9日(土) 仙台・仙台サンプラザ
- 10月11日(月) 東京・東京厚生年金会館
- 10月12日(火) 東京・東京簡易保険ホール
- 10月13日(水) 浦和・浦和市文化センター
- 10月14日(木) 浦安・東京ベイNKホール
- 10月16日(土) 名古屋・名古屋市公会堂
- 10月17日(日) 大阪・大阪厚生年金会館
- 10月19日(火) 大阪・フェスティバルホール
- 10月20日(水) 大阪・大阪厚生年金会館
- 10月22日(金) 北九州・九州厚生年金会館
- 10月23日(土) 倉敷・倉敷市民会館
- 10月25日(月) 東京・東京簡易保険ホール
- 10月26日(火) 東京・昭和女子大学人見記念講堂
- 10月28日(木) 東京・東京厚生年金会館
- 10月29日(金) 東京・東京厚生年金会館
- 10月31日(日) 横浜・横浜文化体育館
- 主なセットリスト
  - Colorado Bulldog
  - Price You Gotta Pay
  - Temperamental
  - Green-Tinted Sixties Mind
  - Take A Walk
  - Just Take My Heart
  - Mr. Gone
  - Wind Me Up
  - Wild World
  - Nothing But Love
  - A Little Too Loose
  - Alive And Kickin'
  - Paul Gilbert Guitar Solo
  - The Whole World's Gonna Know
  - Pat Torpey Drum Solo
  - What's It Gonna Be
  - BillySheehan Bass Solo
  - Addicted To That Rush
  - (encore 1) To Be With You
  - Promise Her The Moon
  - Daddy, Brother, Lover, Little Boy (The Electric Drill Song)
  - (encore 2) Johnny B.Goode
  - Mr. Big
  - Shy Boy

- 10月9日(日) 浦安・東京ベイNKホール
- 10月11日(火) 札幌・月寒グリーンドーム
- 10月13日(木) 仙台・仙台サンプラザ
- 10月14日(金) 郡山・郡山市民文化センター
- 10月15日(土) 横浜・横浜文化体育館
- 10月17日(月) 名古屋・センチュリーホール
- 10月18日(火) 大阪・大阪城ホール
- 10月19日(水) 広島・広島サンプラザ
- 10月21日(金) 鹿児島・鹿児島市民文化ホール
- 10月22日(土) 北九州・九州厚生年金会館
- 10月24日(月) 東京・日本武道館
- 10月25日(火) 東京・日本武道館
- 10月26日(水) 東京・日本武道館
- 主なセットリスト
  - Addicted To That Rush
  - Price You Gotta Pay
  - How Can You Do What You Do
  - Temperamental
  - Green-Tinted Sixties Mind
  - Promise Her The Moon
  - The Whole World's Gonna Know
  - Paul Gilbert Guitar Solo
  - Blame It On My Youth
  - Mr. Gone
  - What's It Gonna Be
  - Just Take My Heart
  - Seven Impossible Days
  - Wild World
  - Rock & Roll Over
  - Road To Ruin
  - Alive And Kickin'
  - BillySheehan Bass Solo
  - Take A Walk ~ Never Say Never
  - Colorado Bulldog
  - (encore 1) To Be With You
  - Daddy, Brother, Lover, Little Boy (The Electric Drill Song)
  - (encore 2) Ain’t That A Shame
  - Mr. Big
  - Baba O'Riley

- 4月8日(月) 新潟・新潟テルサ
- 4月9日(火) 新潟・新潟テルサ
- 4月11日(木) 札幌・月寒グリーンドーム
- 4月13日(土) 仙台・仙台サンプラザ
- 4月14日(日) 仙台・仙台サンプラザ
- 4月16日(火) 東京・赤坂BLITZ
- 4月19日(金) 東京・日本武道館
- 4月20日(土) 横浜・横浜文化体育館
- 4月22日(月) 川口・リリア メインホール
- 4月24日(水) 東京・日本武道館
- 4月26日(金) 福岡・福岡サンパレス
- 4月27日(土) 福岡・福岡サンパレス
- 4月28日(日) 鹿児島・鹿児島市民文化ホール
- 4月30日(火) 大阪・大阪城ホール
- 5月1日(水) 広島・広島厚生年金会館
- 5月3日(金) 名古屋・センチュリーホール
- 5月4日(土) 名古屋・センチュリーホール
- 主なセットリスト
  - Trapped In Toyland
  - Take Cover
  - Green-Tinted Sixties Mind
  - Price Gotta Pay
  - Jane Doe
  - The Chain
  - Had Enough ~ Big Love ~ Take A Walk ~ Merciless
  - Paul Gilbert Guitar Solo
  - Out Of The Underground
  - Wild World
  - Goin' Where The Wind Blows
  - Alive And Kickin'
  - Hoedown
  - Pat Torpey Drum Solo
  - Screaming Blues-O-Mania
  - Billy Sheehan Bass Solo
  - Where Do I Fit In?
  - Colorad Bulldog
  - To Be With You
  - Daddy, Brother, Lover, Little Boy (The Electric Drill Song)
  - (encore 1) Fool Us Today
  - Addicted To That Rush
  - (encore 2) Suffragette City
  - Shy Boy
  - Baba O'Riley
  - I Love You Japan

- 1月3日(月) 福岡・ZEPP FUKUOKA
- 1月4日(火) 広島・メルパルクホール広島
- 1月6日(木) 名古屋・名古屋市民会館
- 1月8日(土) 東京・ZEPP TOKYO
- 1月9日(日) 東京・ZEPP TOKYO
- 1月10日(月) 東京・ZEPP TOKYO
- 1月12日(水) 横浜・神奈川県民ホール
- 1月13日(木) 仙台・仙台サンプラザ
- 1月14日(金) 盛岡・盛岡市民文化ホール
- 1月16日(日) 金沢・石川厚生年金会館
- 1月18日(火) 静岡・静岡市民文化会館
- 主なセットリスト
  - Electrified
  - Take Cover
  - Green-Tinted Sixties Mind
  - A Roase Alone
  - Richie Kotzen Guitar Solo
  - Alive And Kickin'
  - Static
  - Superfantastic
  - Price You Gotta Pay
  - Hiding Place
  - Wild World
  - Pat Torpey Drum Solo
  - Dancin' With My Devils
  - Burn
  - Voodoo Kiss
  - To Be With You
  - Daddy, Brother, Lover, Little Boy
  - Billy Sheehan Bass Solo
  - Addicted To That Rush
  - (encore 1) 30 Days In The Hole
  - Colorado Bulldog
  - (encore 2) Blame It On My Youth
  - Take A Walk
  - Mr. Big

- 1月12日(土) 東京・赤坂BLITZ
- 1月14日(月) 東京・ZEPP TOKYO
- 1月15日(火) 東京・SHIBUYA-AX
- 1月17日(木) 浜松・アクトシティ浜松
- 1月18日(金) 名古屋・愛知厚生年金会館
- 1月20日(日) 金沢・金沢市観光会館
- 1月22日(火) 大阪・大阪厚生年金会館
- 1月23日(水) 大阪・大阪厚生年金会館
- 1月25日(金) 福岡・ZEPP FUKUOKA
- 1月27日(日) 東京・ZEPP TOKYO
- 1月28日(月) 東京・渋谷公会堂
- 1月30日(水) 仙台・ZEPP SENDAI
- 1月31日(木) 盛岡・盛岡市民文化ホール
- 2月2日(土) 札幌・ZEPP SAPPORO
- 2月3日(日) 札幌・ZEPP SAPPORO
- 2月5日(土) 東京・東京国際フォーラム ホールA
- 主なセットリスト
  - Lost In America
  - Daddy, Brother, Lover, Little Boy
  - Shine
  - Price You Gotta Pay
  - Superfantastic
  - Alive And Kickin'
  - Suffocation
  - Richie Kotzen Guitar Solo
  - Static
  - Where Are They Now?
  - Take Cover
  - Green-Tinted Sixties Mind
  - Take A Walk
  - Wild World
  - Pat Torpey Drum Solo
  - Dancin' With My Devils
  - To Be With You
  - Electrified
  - Billy Sheehan Bass Solo
  - Addicted To That Rush
  - 30 Days In The Hole
  - Colorado Bulldog
  - (encore 2) Mr. Big
  - Blame It On My Youth

再結成後初のライヴの地として日本が選ばれた。
- 6月5日(金) 札幌・北海道厚生年金会館
- 6月7日(日) 仙台・ZEPP SENDAI
- 6月9日(火) 金沢・石川厚生年金会館
- 6月10日(水) 名古屋・ZEPP NAGOYA
- 6月12日(金) 福岡・ZEPP FUKUOKA
- 6月15日(月) 大阪・グランキューブ大阪
- 6月17日(水) 広島・ALSOKホール
- 6月18日(木) 大阪・大阪厚生年金会館
- 6月20日(土) 東京・日本武道館
- 6月21日(日) 横浜・横浜アリーナ
- 主なセットリスト
  - Daddy, Brother, Lover, Little Boy (The Electric Drill Song)
  - Take Cover
  - Green-Tinted Sixties Mind
  - Alive And Kickin'
  - Next Time Around
  - Hold Hold Your Head Up
  - Just Take My Heart
  - Temperamental
  - It’s For You
  - Mars
  - Pat Torpey Drums Solo
  - Price You Gotta Pay
  - Stay Together
  - Wild World
  - Goin’ Where The Wind Blows
  - Take A Walk
  - Paul Gilbert Guitar Solo
  - Paul Gilbert & Billy Sheehan Duo
  - Double Human Capo
  - The Whole World's Gonna Know
  - Promise Her The Moon
  - Rock & Roll Over
  - Billy Sheehan Bass Solo
  - Addicted To That Rush
  - (encore 1) To Be With You
  - Colorado Bulldog
  - Smoke On The Water
  - I Love You Japan
  - Baba O’Riley
  - Shy Boy

大阪公演は日本公演通算100回目。盛岡公演は、海外アーティストとしては震災後初の東北地方でのコンサート。
- 4月7日(木) 大阪・大阪城ホール
- 4月9日(土) 金沢・金沢歌劇座
- 4月11日(月) 福岡・福岡市民会館
- 4月12日(火) 広島・ALSOKホール
- 4月14日(木) 名古屋・愛知県芸術劇場大ホール
- 4月15日(金) 盛岡・岩手県民会館大ホール→盛岡市民文化ホール 【東日本大震災の影響により会場変更】
- 4月17日(日) 札幌・ニトリ文化ホール
- 4月19日(火) 秋田・秋田県民会館
- 4月20日(水) 仙台・ZEPP SENDAI 【東日本大震災の影響により中止】
- 4月22日(金) 横浜・パシフィコ横浜
- 4月25日(月) 東京・日本武道館
- 4月26日(火) 東京・東京ドームシティホール 【東日本大震災の影響により4月27日（水） 東京国際フォーラムより会場及び日程変更】
- 主なセットリスト
  - Undertow
  - American Beauty
  - Daddy, Brother, Lover, Little Boy (The Electric Drill Song)
  - Green-Tinted Sixties Mind
  - Take Cover
  - I Won’t Get In My Way
  - Stranger In My Life
  - Once Upon A Time
  - A Little Too Loose
  - Road To Ruin
  - Still AIn’t Enough For Me
  - Just Take My Heart
  - Merciless
  - Paul Gilbert Guitar Solo
  - I Get The Feeling
  - Where Do I Fit In?
  - The World Is On The Way
  - Voodoo Kiss
  - Carry On
  - Around The World
  - All The Way Up
  - As Far As I Can See
  - Billy Sheehan Bass Solo
  - Addicted To That Rush
  - (encore 1) To Be With You
  - Colorado Bulldog
  - (encore 2) Brown Sugar
  - 30 Days In The Hole
  - Baba O’Riley

このツアーよりマット・スターがサポートドラマーとして参加。パット・トーピーは一部の曲のみでドラムを演奏。
- 11月5日(水) 札幌・ニトリ文化ホール
- 11月7日(金) 盛岡・盛岡市民文化ホール
- 11月8日(土) 仙台・夢メッセみやぎ 西館ホール
- 11月10日(月) 東京・日本武道館
- 11月12日(水) 大阪・グランキューブ大阪
- 11月13日(木) 大阪・松下IMPホール
- 11月15日(土) 広島・ブルーライブ広島
- 11月17日(月) 名古屋・センチュリーホール
- 11月19日(水) 福岡・福岡サンパレス
- 主なセットリスト
  - Daddy, Brother, Lover, Little Boy (The Electric Drill Song)
  - Gotta Love The Ride
  - American Beauty
  - Undertow
  - Alive And Kickin’
  - I Forget To Breathe
  - Take Cover
  - Green-Tinted Sixties Mind
  - Out Of The Underground
  - Paul Gilbert Guitar Solo
  - The Monster In Me
  - Rock & Roll Over
  - As Far As I Can See
  - Wild World
  - East/West
  - Just Take My Heart
  - Fragile
  - Around The World
  - Billy Sheehan Bass Solo
  - Addicted To That Rush
  - (encore 1) To Be With You
  - Colorado Bulldog
  - Living After Midnight
  - The Light Of Day
  - Mr. Big

パット・トーピーが参加した最後の来日ツアー。
- 9月20日(水) 札幌・ニトリ文化ホール
- 9月22日(金) 金沢・本多の森ホール
- 9月25日(月) 名古屋・ZEPP NAGOYA
- 9月26日(火) 東京・日本武道館
- 9月29日(金) 仙台・仙台サンプラザ
- 10月1日(日) 大阪・メルパルクホール大阪
- 10月2日(月) 大阪・フェスティバルホール
- 10月3日(火) 福岡・福岡市民会館
- 10月5日(木) 広島・ブルーライブ広島
- 主なセットリスト
  - Daddy, Brother, Lover, Little Boy (The Electric Drill Song)
  - American Beauty
  - Undertow
  - Alive And Kickin’
  - Temperamental
  - Just Take My Heart
  - Take Cover
  - Green-Tinted Sixties Mind
  - Everybody Needs A Little Trouble
  - Price You Gotta Pay
  - Paul Gilbert Guitar Solo
  - Never Say Never ~ Lucky This Time ~ Mr. Gone
  - Open Your Eyes
  - Forever And Back
  - Wild World
  - Promise Her The Moon
  - Damm I’m In Love Again
  - Rock & Roll Over
  - Around The World
  - Billy Sheehan Bass Solo
  - Addicted To That Rush
  - Pat Torpey Movie
  - To Be With You
  - Colorado Bulldog
  - 1992
  - (encore) We’re An American Band
  - Defying Gravity

- 7月20日(木) 名古屋・日本特殊陶業市民会館 フォレストホール
- 7月22日(土) 大阪・Asueアリーナ大阪 (丸善インテックアリーナ大阪から名称変更)
- 7月25日(火) 東京・日本武道館
- 7月26日(水) 東京・日本武道館
- 主なセットリスト
  - Addicted To That Rush
  - Take Cover
  - Undertow
  - Daddy, Brother, Lover, Little Boy (The Electric Drill Song)
  - Alive And Kickin'
  - Green-Tinted Sixties Mind
  - Lucky This Time
  - Voodoo Kiss
  - Never Say Never
  - Just Take My Heart
  - My Kinda Woman
  - A Little Too Loose
  - Road To Ruin
  - To Be With You
  - Big Love
  - The Chain
  - Promise Her The Moon
  - Where Do I Fit In?
  - Wild World
  - Paul Gilbert Guitar Solo
  - Colorado Bulldog
  - Billy Sheehan Bass Solo
  - Shy Boy
  - 30 Days In The Hole
  - Good Lovin'
  - Baba O'Riley

- 2月22日(土) 大阪・大阪城ホール
- 2月25日(火) 東京・日本武道館
- セットリスト
  - Mr. Gone
  - Good Luck Trying
  - Price You Gotta Pay
  - Big Love
  - Temperamental
  - Up On You
  - Green-Tinted Sixties Mind
  - Alive And Kickin'
  - Daddy, Brother, Lover, Little Boy (The Electric Drill Song)
  - Undertow
  - Wind Me Up ~ Mama D. ~ Out Of The Underground ~ Merciless ~ Anything For You ~ Voodoo Kiss ~ The Whole World's Gonna Know ~ How Can You Do What You Do ~ Take A Walk ~ Defying Gravity
  - Paul Gilbert Guitar Solo
  - Colorado Bulldog
  - Promise Her The Moon
  - Take Cover
  - Wild World
  - Addicted To That Rush
  - Billy Sheehan Bass Solo
  - Shy Boy
  - Forever In Our Hearts
  - (encore) To Be With You
  - Just Take My Heart
  - Good Lovin'
  - Baba O'Riley
  - I Love You Japan

## イベント

### 1996年
- 1月22日(月) アコースティックライブ (神戸・チキンジョージ)

### 1999年
- 10月01日(金) アコースティックライブ (名古屋・ハードロックカフェ)
- 10月11日(月) シークレットパーティー (東京・小田急ホテルセンチュリーサザンタワー)
- 12月31日(金) ミレニアム・カウントダウン (大阪・大阪ドーム、エアロスミス、バックチェリーとともに出演)

### 2001年
- 9月1日(土) ミニライブ＆握手会 (東京・ESPホール)
- 9月4日(火) アコースティックライブ (福岡・イムズホール)

### 2011年
- 1月23日(日) What If...発売記念スペシャル・イベント (アコースティックライブ及び握手会、高田馬場ESPミュージックアカデミー)
- 1月28日(金) What If...ワールド・プレミア・TV・ライブ・スペシャル (Live From The Living Room、東宝スタジオ)

### 2014年
- 9月26日(金) J-WAVE BAR (アコースティックライブ、六本木ヒルズ森タワー)
- 9月29日(月) …ザ・ストーリーズ・ウイ・クッド・テル発売記念イベント (アコースティックライブ＆ハイタッチ会、川崎クラブチッタ)